# Кременецький замок
Кремене́цький за́мок — фортифікаційна оборонна споруда в м. Кременець Тернопільської області. Побудований на стрімкій горі Бона (397 м над рівнем моря) з каменю-вапняку. Кременецький замок — одне з найпотужніших природних укріплень України всіх часів.
Дитинець — у її західній найнеприступнішій частині (ширина — 65, довжина — 135 м). Гора обнесена високим кам'яним муром (у 13 ст. — дерев'яним з частоколом).
Резиденція крем'янецьких старост.

## Історія

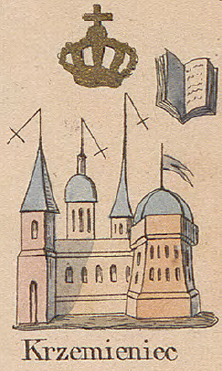
Кременецький замок на мапі Зигмунда Герстмана

Кременецький замок відомий як неприступна твердиня, яку свого часу безрезультатно намагалися здобути:
- 1226 — угорський король Андрій II з династії Арпадів.[2]
- 1240—1241 — хан Батий — (Кременецький — один з трьох замків, які узагалі вціліли під час монгольської навали на території всієї Русі)[3],
- 1255 — Куремса. За іншими даними 1254[4].
- 1261 замок був знесений за наказом князя Василька на вимогу Бурундая[5]. Відновили у 14 ст. руський князь Любарт-Дмитро, та русько-литовські князі Вітовт, Свидригайло.
- 16 ст. проведено описи замку. Кременецький замок мав 2 мости, 3 вежі: Надворітню, Черлену, Над новим домом, князівський палац, приміщення для гарнізону, гауптвахту, городні, церкву св. Михаїла.
- 16 ст. розпочато будівництво колодязя, але не закінчено. На мурах уздовж гори — крита гонтами галерея з бійницями для гармат. Природна недоступність, запаси зброї, пороху, води давали змогу довго тримати облогу.
- 1569 Кременецький замок перейшов до королеви Бони. Замок перебудовується в ренесансовому стилі, підсилюється його обороноздатність.
- Після 6-тижневої облоги восени 1648 його здобули козаки Максима Кривоноса. Вбитих під час штурму, за легендою, поховали на П'ятницькому цвинтарі. Згодом замок втратив значення, більше його не відбудовували[6].
- 2011 розпочато поступову відбудову замку місцевою владою.
- 23-го серпня 2021 року на території  замку встановлено найвищий флагшток з Державним Прапором України. Висота рекордного флагштоку – 35 метрів, на найвищій точці від рівня моря 397 метрів. Дане досягнення зафіксоване «Книгою рекордів України» (категорія «Розміри, вперше»)[7].
- У 2025 році прокурори запобігли руйнуванню Кременецького замку, де місцевий підприємець планував побудувати там кафе[8].

## Архітектура
Збереглися квадратна надбрамна вежа з 2-х ярусів, готична арка-заїзд, частково — бічні оборонні мури товщиною 2, 3, висотою 8-12 м, вежа над новим домом.
Встановлено 2 таблиці: охоронна як пам'ятка архітектури та меморіальна на честь битви з ордами Батия.

## Галерея

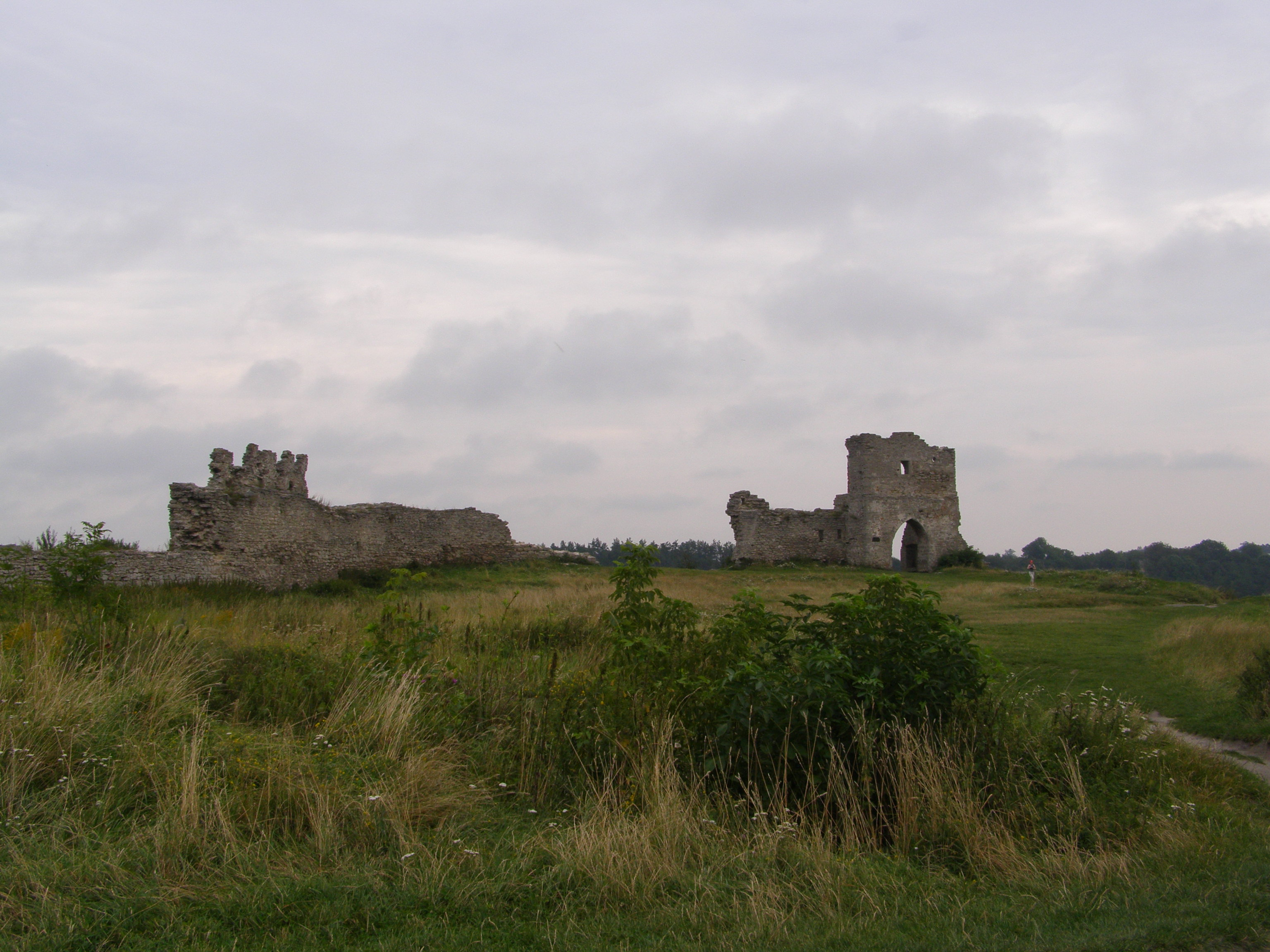
Рештки замку-фортеці на горі Бона
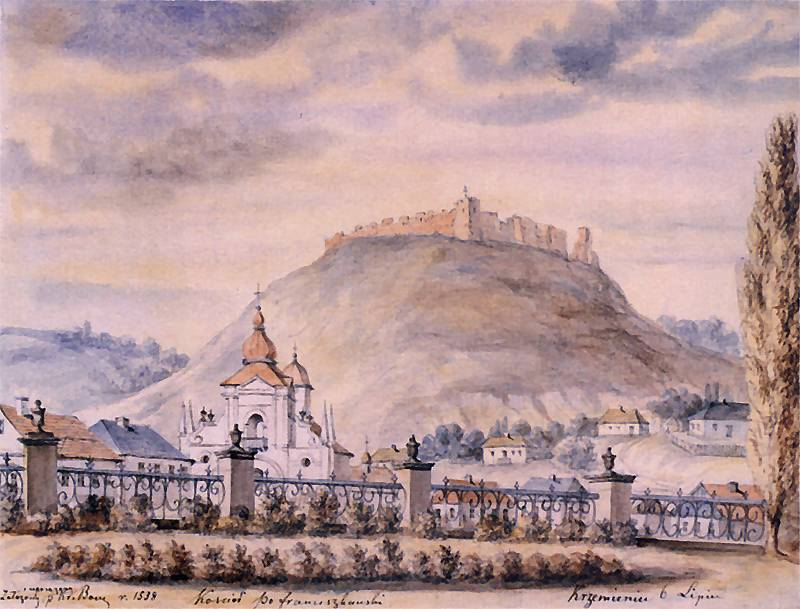
Наполеон Орда. Замкова гора (Бона). 1862—1876
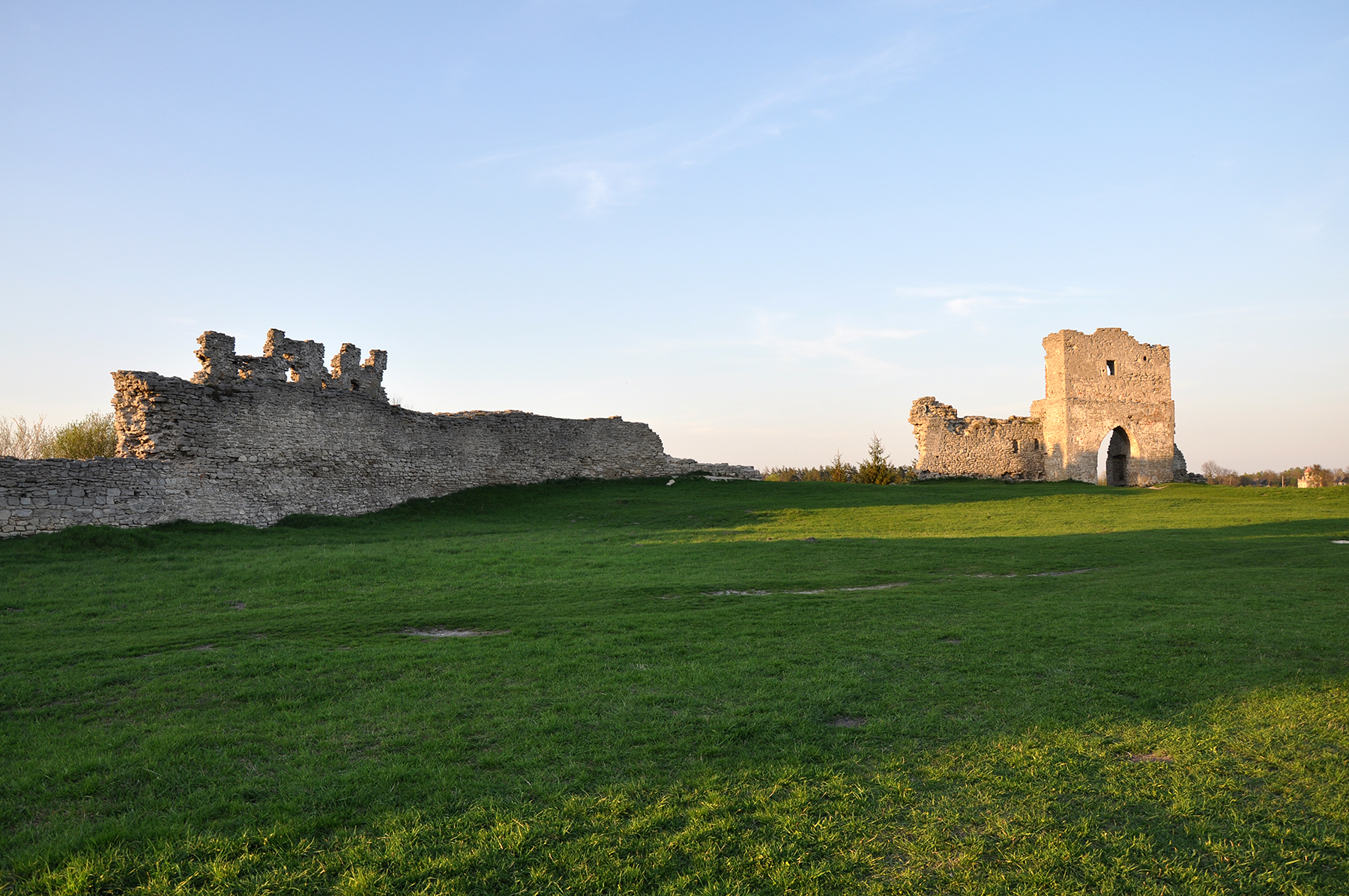
Замок у 2012 році
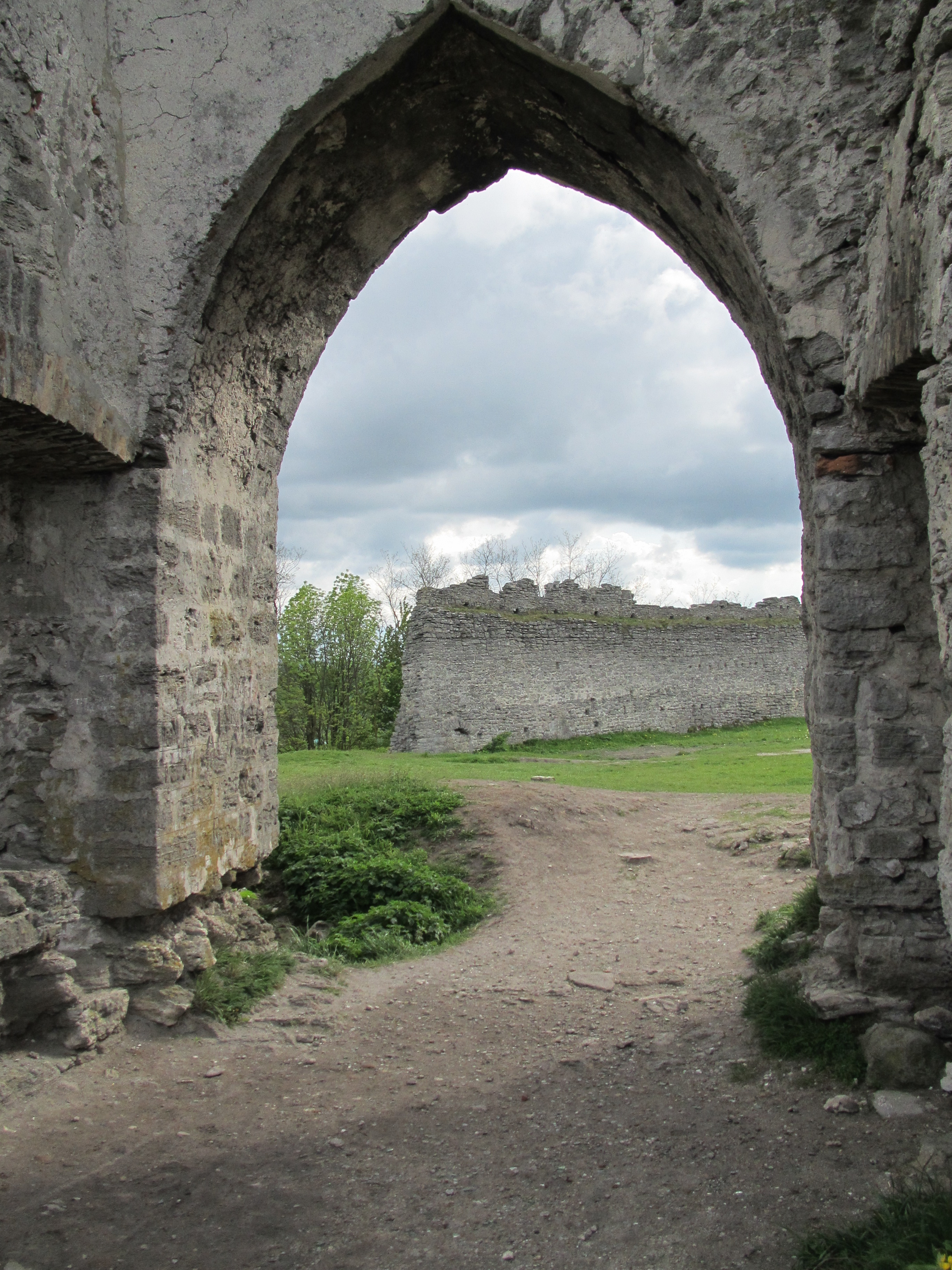
Замок у 2016 році
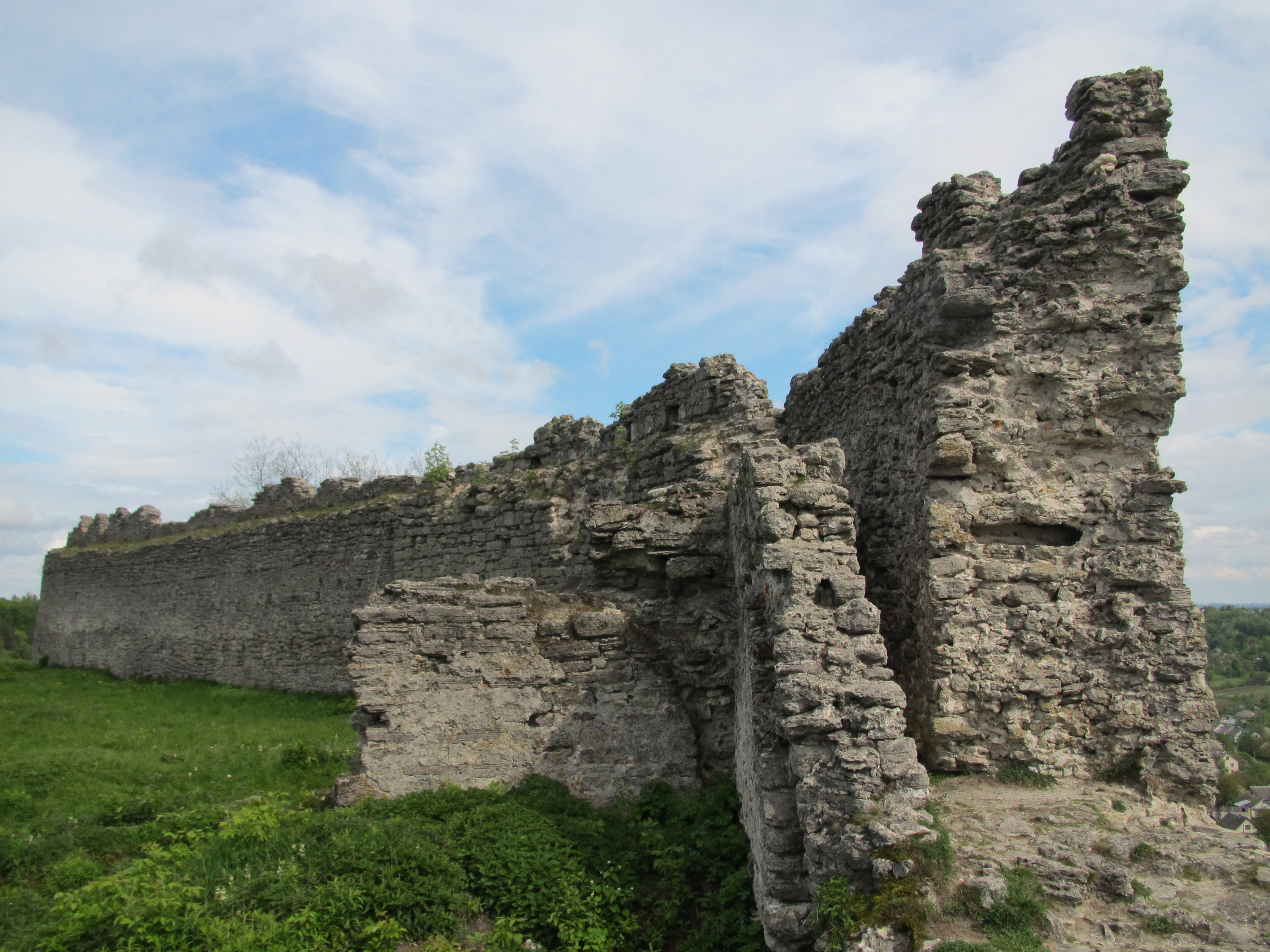
Стіна Кременецького замку
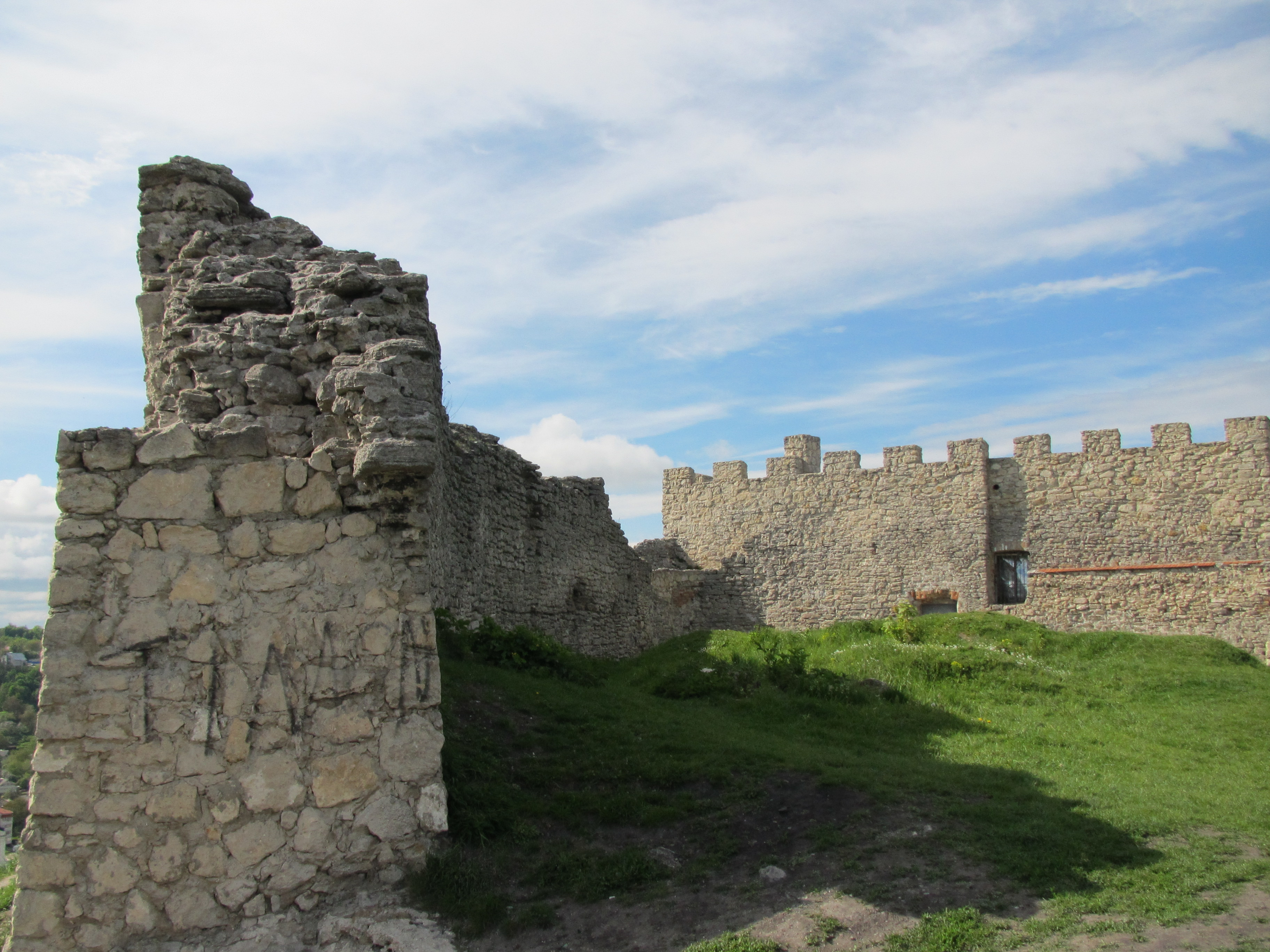
Одна із стін Кременецького замку
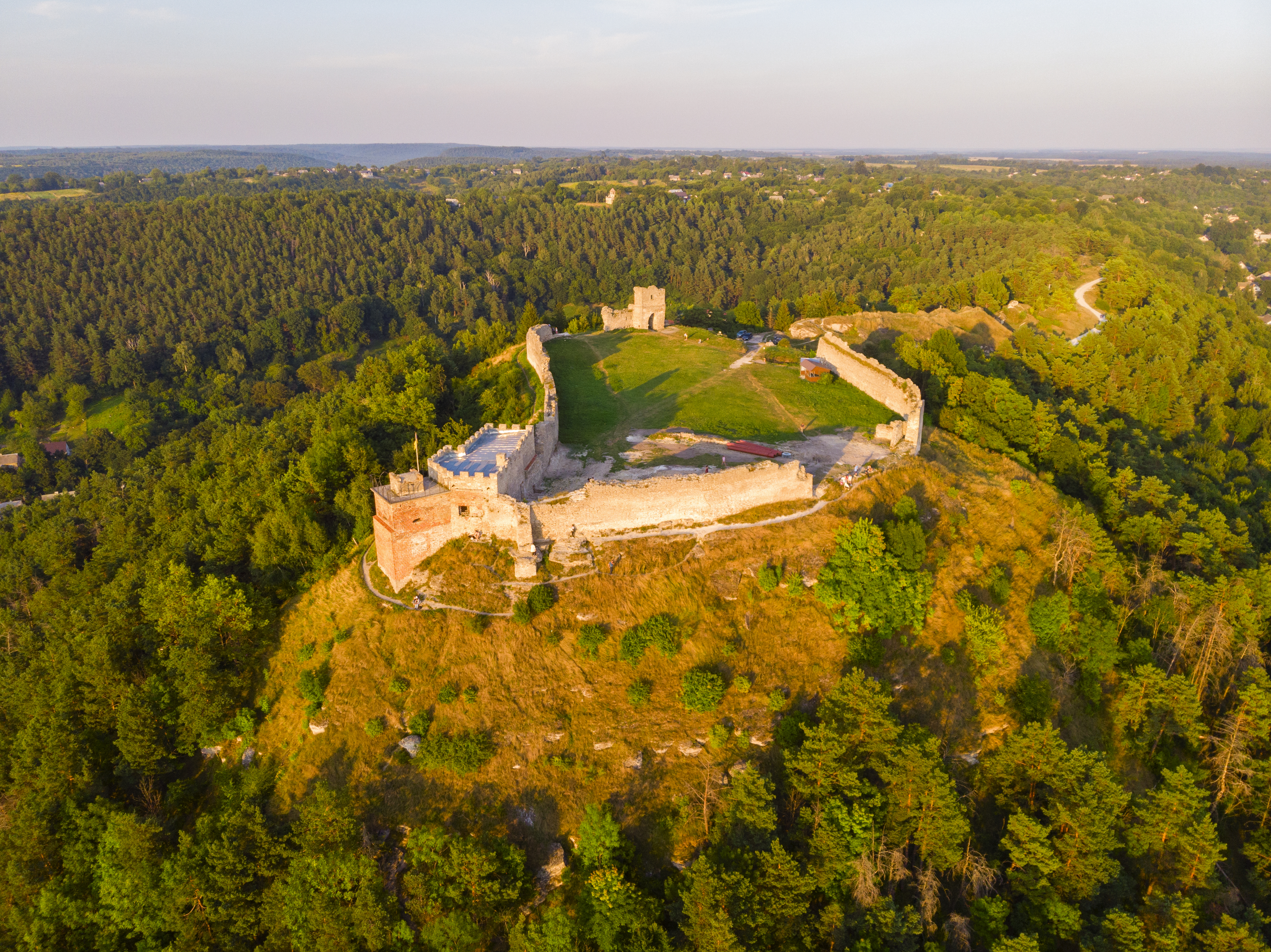
Замок у 2021 році